# Marie-Félicitée de Savoie
La princesse Marie Félicitée de Savoie (19 mars 1730 – 13 mai 1801) est une princesse de la maison de Savoie.

## Biographie
Née au palais royal de Turin, elle est la troisième fille de Charles-Emmanuel III, roi de Sardaigne et de sa seconde épouse Polyxène de Hesse-Rheinfels-Rotenbourg. Sa mère meurt en 1735, alors qu'elle est âgée de quatre ans. Son père se remarie en 1737 à Élisabeth-Thérèse de Lorraine, la plus jeune sœur de François Ier, empereur du Saint-Empire Romain. Charles-Emmanuel III et Elisabeth Thérèse ont eu trois enfants, dont Benoît de Savoie.
Elle ne s'est jamais mariée. Elle est décrite comme très religieuse. Elle fonde, avec Giovanni Battista Canaveri, une maison dans son pays natal, à Turin pour les veuves et les femmes démunies de la noblesse « Convitto Principessa Maria Felicita di Savoia ». Canaveri en est le directeur. Cela est rendu possible en raison d'un acte qu'elle avait fait mettre en œuvre par son frère, Convitto par donne nubili e vedove, pour les femmes dans le royaume de Sardaigne.
Bien qu'étant comme ses sœurs une proche cousine des rois de France et d'Espagne, La princesse ne s'est jamais mariée. Cependant la génération suivante renouera les liens familiaux et dynastiques qui depuis le XVIIe siècle unissaient la Savoie et la France. En 1767, une de ses cousines Marie-Thérèse de Savoie-Carignan épouse le prince de Lamballe, membre de la famille royale de France mais non dynaste car issu d'une branche légitimée. Il n'en est pas mois l'héritier d'une des plus grandes fortunes d'Europe. En 1771, l'aînée de ses nièces Marie-Joséphine de Savoie épouse le comte de Provence, frère cadet du futur Louis XVI de France, En 1773, une seconde nièce Marie-Thérèse de Savoie épouse à son tour un prince de France, le comte d'Artois, plus jeune frère du roi et du comte de Provence. En 1775, le futur Charles-Emmanuel IV de Sardaigne épouse Clotilde de France, sœur de Louis XVI, du comte de Provence et du comte d'Artois. En 1789, le comte d'Artois se réfugie à Turin avant de partir pour Coblence.
Le 6 décembre 1798, les français de la Première République déclarent la guerre à la Sardaigne.
Son neveu Charles-Emmanuel IV est contraint d'abdiquer tous ses territoires sur le continent italien, et de se retirer dans l'île de Sardaigne. Comme Charles-Emmanuel n'a eu que peu d'intérêt dans le gouvernement de ce qui restait de son royaume, lui et Clotilde ont vécu à Rome, puis à Naples, comme les hôtes de la famille Colonna. Marie Félicitée est allée avec son neveu vivre comme des fugitifs en Italie.
Elle mourut à Rome et est enterrée à la basilique de Superga à Turin, le traditionnel lieu de sépulture de la maison de Savoie. Elle survit à tous ses frères et sœurs à l'exception du duc de Chablais.